# Leichtathletik-Europameisterschaften 1978/Speerwurf der Männer

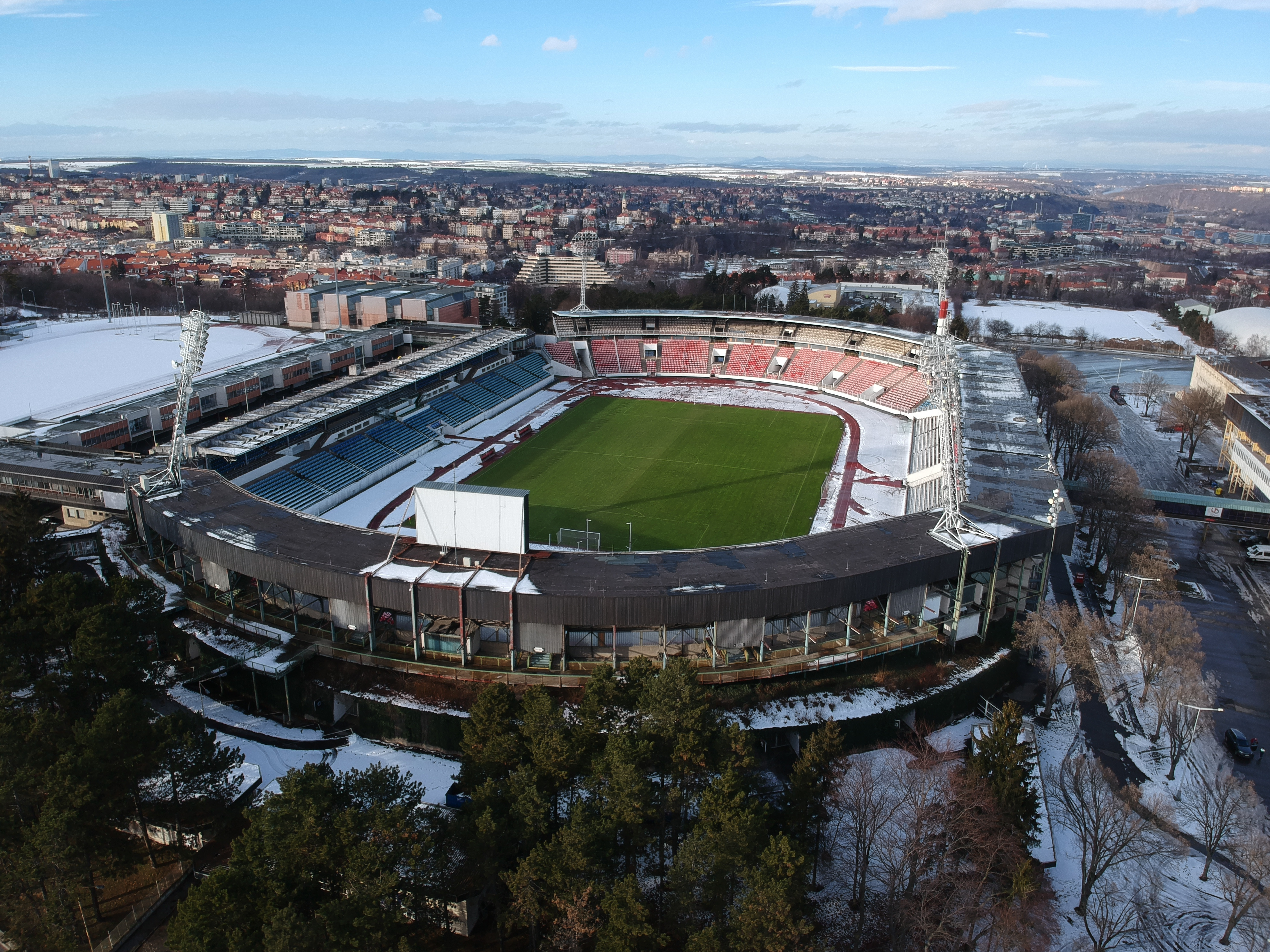
Das Stadion Evžena Rošického von Prag im Jahr 2009

Der Speerwurf der Männer bei den Leichtathletik-Europameisterschaften 1978 wurde am 29. und 30. August 1978 im Stadion Evžena Rošického von Prag ausgetragen.
Europameister wurde der bundesdeutsche Werfer Michael Wessing. Er gewann vor Nikolai Grebnew aus der UdSSR. Bronze ging an den Vizeeuropameister von 1974 und EM-Dritten von 1971 Wolfgang Hanisch, DDR.

## Bestehende Rekorde
| Weltrekord           | 94,58 m | Miklós Németh | OS Montreal, Kanada    | 25. Juli 1976      |
| Europarekord         | 94,58 m | Miklós Németh | OS Montreal, Kanada    | 25. Juli 1976      |
| Meisterschaftsrekord | 91,52 m | Jānis Lūsis   | EM Athen, Griechenland | 19. September 1969 |

Der seit 1969 bestehende EM-Rekord wurde auch bei diesen Europameisterschaften nicht erreicht. Die größte Weite erzielte der bundesdeutsche Europameister Michael Wessing im Finale mit 89,12 m, womit er 2,40 m unter dem Rekord blieb. Zum Welt- und Europarekord fehlten ihm 5,45 m.

## Doping
In diesem Wettbewerb gab es einen Dopingfall. Der sowjetische Werfer Wassili Jerschow, der ursprünglich Rang fünf belegt hatte, wurde wegen Verstoßes gegen die Dopingbestimmungen nachträglich disqualifiziert und für achtzehn Monate gesperrt. Die im Finale zunächst hinter ihm platzierten Athleten rückten um jeweils einen Rang nach vorne.
Benachteiligt wurde der Norweger Terje Thorslund, dem auf Rang acht im Finale drei weitere Würfe zugestanden hätten.

## Legende
Kurze Übersicht zur Bedeutung der Symbolik – so üblicherweise auch in sonstigen Veröffentlichungen verwendet:
| –   | verzichtet                            |
| x   | ungültig                              |
| DOP | wegen Dopingvergehens disqualifiziert |
| DNS | nicht am Start (did not start)        |

## Qualifikation
23 Wettbewerber traten in zwei Gruppen zur Qualifikationsrunde an. Dreizehn von ihnen (hellblau unterlegt) übertrafen die Qualifikationsweite für den direkten Finaleinzug von 80,00 m, dazu noch einer, der jedoch nachträglich wegen Dopingmissbrauchs disqualifiziert wurde. Damit war die Mindestzahl von zwölf Finalteilnehmern erreicht. Die qualifizierten Athleten stellten sich am darauffolgenden Tag zum Finale. 

### Gruppe A
29. August 1978, 18:42 Uhr
| Platz | Name               | Nation           | 1. Versuch (m) | 2. Versuch (m) | 3. Versuch (m) | Bestweite (m)                   |
| 1     | Antero Puranen     | Finnland         | 84,42          | –              | –              | 84,42                           |
| 2     | Miklós Németh      | Ungarn           | 83,48          | –              | –              | 83,48                           |
| 3     | Pentti Sinersaari  | Finnland         | 82,46          | –              | –              | 82,46                           |
| 4     | Michael Wessing    | BR Deutschland   | 81,84          | –              | –              | 81,84                           |
| 5     | Detlef Michel      | DDR              | 80,48          | –              | –              | 80,48                           |
| 6     | Piotr Bielczyk     | Polen            | 77,32          | 80,06          | –              | 80,06                           |
| 7     | Kenth Eldebrink    | Schweden         | 74,82          | 78,60          | 76,24          | 78,60                           |
| 8     | Bjørn Grimnes      | Norwegen         | 78,58          | 74,26          | 75,32          | 78,58                           |
| 9     | Peter Yates        | Großbritannien   | 70,82          | 75,82          | 74,50          | 75,82                           |
| 10    | Tomáš Babiak       | Tschechoslowakei | x              | 75,20          | x              | 75,20                           |
| 11    | Vincenzo Marchetti | Italien          | x              | 71,80          | 68,54          | 71,80                           |
| DOP   | Wassili Jerschow   | Sowjetunion      | 80,48          | –              | –              | 80,48 für das Finale zugelassen |
| DNS   | Angel Grigorow     | Bulgarien        |                |                |                |                                 |

### Gruppe B
29. August 1978, 19:30 Uhr
| Platz | Name             | Nation           | 1. Versuch (m) | 2. Versuch (m) | 3. Versuch (m) | Bestweite (m) |
| 1     | Ferenc Paragi    | Ungarn           | 78,70          | 75,76          | 86,04          | 86,04         |
| 2     | Nikolai Grebnew  | Sowjetunion      | 85,18          | –              | –              | 85,18         |
| 3     | Helmut Schreiber | BR Deutschland   | 85,16          | –              | –              | 85,16         |
| 4     | Wolfgang Hanisch | DDR              | 84,50          | –              | –              | 84,50         |
| 5     | Sándor Boros     | Ungarn           | x              | 74,20          | 83,22          | 83,22         |
| 6     | Seppo Hovinen    | Finnland         | 80,94          | –              | –              | 80,94         |
| 7     | Terje Thorslund  | Norwegen         | 80,22          | –              | –              | 80,22         |
| 8     | Josef Hanák      | Tschechoslowakei | 78,56          | x              | x              | 78,56         |
| 9     | Raimo Pihl       | Schweden         | 76,14          | 76,48          | 78,42          | 78,42         |
| 10    | Per-Eric Smiding | Schweden         | 73,54          | 76,28          | 76,36          | 76,36         |
| 11    | Tudorel Pirvu    | Rumänien         | 75,14          | 73,38          | x              | 75,14         |
| DNS   | Stefan Stoikow   | Bulgarien        |                |                |                |               |

## Finale
30. August 1978, 19:00 Uhr
| Platz | Name              | Nation         | 1. Versuch (m) | 2. Versuch (m) | 3. Versuch (m) | 4. Versuch (m)                                | 5. Versuch (m)                                | 6. Versuch (m)                                | Bestweite (m) |
| 1     | Michael Wessing   | BR Deutschland | 82,94          | x              | 72,08          | 89,12                                         | 85,74                                         | 83,66                                         | 89,12         |
| 2     | Nikolai Grebnew   | Sowjetunion    | 82,80          | 80,02          | 83,26          | 87,82                                         | 78,34                                         | 79,42                                         | 87,82         |
| 3     | Wolfgang Hanisch  | DDR            | 83,58          | x              | 87,66          | 82,84                                         | 80,90                                         | 86,92                                         | 87,66         |
| 4     | Detlef Michel     | DDR            | 85,46          | 73,74          | 79,86          | 78,10                                         | x                                             | 81,36                                         | 85,46         |
| 5     | Helmut Schreiber  | BR Deutschland | 76,66          | 71,84          | 82,84          | 77,88                                         | 82,48                                         | 83,58                                         | 83,58         |
| 6     | Miklós Németh     | Ungarn         | 81,16          | x              | x              | 83,58                                         | x                                             | x                                             | 83,58         |
| 7     | Piotr Bielczyk    | Polen          | 71,80          | x              | 81,80          | 77,22                                         | x                                             | x                                             | 81,80         |
| 8     | Terje Thorslund   | Norwegen       | 80,20          | 80,42          | 78,42          | eigentlich zu drei weiteren Würfen berechtigt | eigentlich zu drei weiteren Würfen berechtigt | eigentlich zu drei weiteren Würfen berechtigt | 80,42         |
| 9     | Ferenc Paragi     | Ungarn         | 79,08          | x              | 76,20          | nicht im Finale der besten acht Werfer        | nicht im Finale der besten acht Werfer        | nicht im Finale der besten acht Werfer        | 79,08         |
| 10    | Sándor Boros      | Ungarn         | 74,70          | 78,78          | x              | nicht im Finale der besten acht Werfer        | nicht im Finale der besten acht Werfer        | nicht im Finale der besten acht Werfer        | 78,78         |
| 11    | Pentti Sinersaari | Finnland       | x              | 77,10          | 71,12          | nicht im Finale der besten acht Werfer        | nicht im Finale der besten acht Werfer        | nicht im Finale der besten acht Werfer        | 77,10         |
| 12    | Seppo Hovinen     | Finnland       | x              | 71,48          | 73,08          | nicht im Finale der besten acht Werfer        | nicht im Finale der besten acht Werfer        | nicht im Finale der besten acht Werfer        | 73,08         |
| 13    | Antero Puranen    | Finnland       | 68,64          | 70,48          | 72,74          | nicht im Finale der besten acht Werfer        | nicht im Finale der besten acht Werfer        | nicht im Finale der besten acht Werfer        | 72,74         |
| DOP   | Wassili Jerschow  | Sowjetunion    | 85,06          | x              | 81,50          | 76,40                                         | 76,84                                         | 79,22                                         | 85,06         |

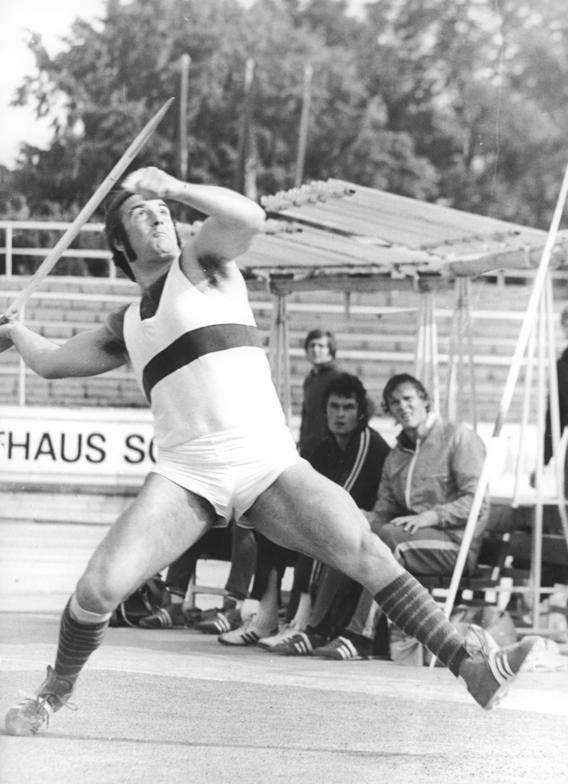
Wolfgang Hanisch, EM-Dritter von 1971 und Vizeeuropameister von 1974, gewann die Bronzemedaille – 1976 wurde er Olympiadritter
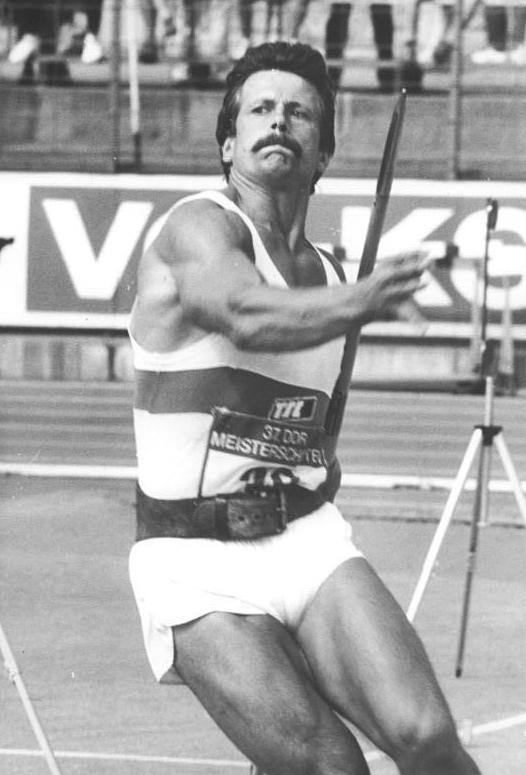
Detlef Michel kam auf den vierten Platz – bei Europameisterschaften erreichte er 1982 Rang drei und 1986 Rang vier, 1983 wurde er Weltmeister